# 유튜브 키즈
유튜브 키즈(YouTube Kids)는 구글의 자회사인 유튜브에서 개발한 어린이용 동영상 서비스이다. 이 서비스는 선별된 콘텐츠 선택, 자녀 보호 기능, 선택한 연령 그룹에 따라 13세, 9세 또는 5세 미만의 어린이에게 부적절하다고 간주되는 비디오 필터링을 통해 어린이를 대상으로 하는 서비스 버전을 제공한다. 2015년 2월 15일에 서비스를 시작하였다.
2015년 2월 15일 안드로이드와 iOS 모바일 앱으로 처음 출시된 이 앱은 이후 안드로이드 TV뿐만 아니라 LG, 삼성, 소니 스마트 TV용으로 출시되었다. 2020년 5월 27일, 애플 TV에서 사용할 수 있게 되었다. 2019년 9월 현재, 이 앱은 홍콩을 포함한 69개국에서 이용 가능하다. 유튜브는 2019년 8월 30일 유튜브 키즈의 웹 기반 버전을 시작했다.
유튜브 키즈(YouTube Kids)는 앱의 상업 광고 사용과 관련된 우려와 앱의 대상 시청자들에게 부적절할 수 있는 동영상의 알고리즘 제안으로 인해 특히 상업 없는 어린이를 위한 캠페인(Campaign for a Commercial-free Childhood)이라는 옹호 단체로부터 비판에 직면했다. 어린이 미디어 프랜차이즈의 캐릭터들을 묘사한 빙 및 폭력적인 비디오. 동영상에 대한 비판이 일자 유튜브는 커뮤니티가 해당 동영상을 보고 필터링하고 유튜브 키즈 앱 내에서 해당 동영상에 접근할 수 없도록 보다 엄격한 조치를 취하겠다고 발표했다.

## 기능

### 콘텐츠
앱은 "추천", "쇼", "음악", "학습"의 네 가지 콘텐츠 범주로 나뉜다. 범주에는 어린이에게 적합한 채널에서 선별된 콘텐츠가 포함되어 있다.
2016년 8월에는 유튜브 프리미엄(구 유튜브 레드) 구독 서비스를 지원하도록 앱이 업데이트되어 구독자를 위한 광고 없는 재생, 백그라운드 재생, 오프라인 재생이 가능해졌다. 2017년 2월, 유튜브는 유튜브 키즈만을 겨냥한 프리미엄 오리지널 시리즈를 선보이기 시작했다. 광란의 포스, 하이퍼링크, 그리고 아틀란티스의 왕들. 유튜브는 또한 "#ReadAlong" (주로 키네틱 타이포그래피를 특징으로 하는 일련의 비디오)를 포함하여 유튜브 키즈에서 소개된 특별한 플레이리스트를 통해 "#Today"라는 글을 읽고 쓸 수 있는 능력을 증진시키기 위한 옹호 캠페인을 보여주었다. '일런드'(STEM 중심의 프로그램 및 동영상 재생목록이 수록된), '건강하게, 재미있게'(마크와 파우 가솔이 어린이들에게 건강한 생활과 활동적인 라이프스타일을 촉진하기 위한 콜라보레이션) 등이다.
2017년 11월, 이 앱은 기존의 단순화된 인터페이스(어린 아이 대상)에서 더 나이 많은 아이들을 위해 설계된 더 높은 밀도의 인터페이스로 다양한 연령층을 위해 설계된 추가적인 사용자 인터페이스 모드를 추가하기 위해 업데이트되었다.
2018년 9월, 유튜브는 앱에서 제공되는 콘텐츠와 관련된 새로운 연령대 옵션인 "젊은이"와 "올더"를 추가했다. '젊은이'는 기존에 제공되었던 콘텐츠의 혼합을 유지하고, '올더'는 자연, 게임, 음악 등 다른 장르의 콘텐츠를 더 추가한다. 2019년 8월, "젊은이" 설정은 "창의성, 장난기, 학습, 탐구"에 초점을 맞춘 새로운 "프리스쿨" 그룹을 추가하기 위해 분할되었다.

### 자녀 통제
유튜브 키즈 앱은 부모가 화면 시간을 제한하고 사용자의 검색 도구 접근을 제한할 수 있는 부모 통제 설정을 갖추고 있다. 부모는 패스코드나 자신의 구글 계정을 사용하여 이러한 설정을 보호하고 여러 사용자가 자신의 경험을 조정할 수 있도록 프로필을 구성할 수 있다.

## 반응

### 광고
상업성이 없는 아동을 위한 캠페인(CCFC)과 디지털민주주의센터(CDD)는 모두 아이들이 광고와 콘텐츠를 구별할 수 없을 것이라고 주장하며 유튜브 키즈 앱 내 광고 사용에 우려를 표했다. 광고와 콘텐츠의 구분을 확립하기 위해 숏 범퍼가 나중에 앱에 추가되었다.

### 필터링 이슈
유튜브 키즈 앱은 대상 시청자들에게 부적절한 동영상의 접근성에 대한 비판에 직면했다. CCFC는 출시 직후 앱의 검색 툴(예: 테스트 시 와인과 관련된 동영상)을 통해 접근 가능한 부적절한 동영상 사례를 들어 유튜브 키즈에 대한 FTC 제소를 제기했고, 추천 페이지는 결국 검색 기록을 사용하여 해당 동영상을 표시했다. 유튜브는 다른 옹호단체와 협의해 개발됐으며 앱 운영에 대한 피드백이 열려 있다며 비판을 옹호했다. "엘사게이트"라고 불리는 더 큰 유튜브 논란은 또한 인기 프랜차이즈(특히 겨울왕국, 퍼피 구조대, 토마스와 친구들, 페파피그, 스파이더맨 등)의 캐릭터들이 등장하는 비디오를 게시하는 채널을 언급하면서 앱과 관련이 있다.주제와 내용을 수용하다
유튜브의 글로벌 가족 및 어린이 콘텐츠 책임자인 Malik Ducard는 "앱 패밀리를 친근하게 만드는 것이 우리에게 가장 중요하다"고 인정했지만, 서비스가 항상 규제되지 않았으며, 부모가 앱의 부모 통제를 사용하여 자녀에 의해 어떻게 사용되는지 제어할 책임이 있음을 인정했다.검색 도구(Search tool.상업적으로 자유로운 어린 시절을 위한 캠페인의 책임자인 Josh Golin은 자동화된 알고리즘으로는 비디오가 연령에 적합한지 판단하기에 충분하지 않으며, 이 과정에서 수동 큐레이션이 필요하다고 주장했다.그는 이어 "유튜브 모델이 엄청난 무언가를 만들어냈지만 1분에 400시간 분량의 콘텐츠가 업로드되고 있다"고 덧붙였다. 그냥 너무 커요. 사람들은 몇 년 동안 이런 문제를 제기해 왔고, 아무 육아 포럼이나 방문하면 가짜 페파피그 비디오에 대해 이야기하고 있습니다."
2017년 11월, 유튜브는 사용자들이 부적절한 콘텐츠를 포함하고 있다고 보고한 동영상을 검토하고 필터링하는 추가 조치를 취할 것이라고 발표했다. 그 달 유튜브 키즈 앱의 업데이트에서 첫 번째 설정 프로세스에 서비스가 수동으로 큐레이션되지 않은 동영상의 적절성을 완전히 보장할 수 없다는 것과 부모들에게 그들이 적절하지 않다고 생각하는 동영상을 보고하고 차단할 수 있는 수단을 알려주는 더 중요한 고지 사항이 추가되었다.
이러한 옵션들은 2018년에 수동 화이트리스트 시스템뿐만 아니라 사용자가 검토하는 채널 및 권장사항으로 사용자를 제한하는 옵션이 추가되면서 더욱 확장되었다.

## 이용 가능한 국가

유튜브 키즈 지원 국가들

### 안드로이드
알제리, 아르헨티나, 아루바, 호주, 오스트리아, 아제르바이잔, 바레인, 방글라데시, 벨라루스, 벨기에, 버뮤다, 볼리비아, 보스니아, 브라질, 불가리아, 캐나다(퀘벡 제외), 케이맨 제도, 칠레, 콜롬비아, 코스타리카, 크로아티아, 키프로스, 체코, 덴마크, 도미니카, 에콰도르, 이집트아나, 조지아, 과테말라, 온두라스, 홍콩, 헝가리, 아이슬란드, 인도, 인도네시아, 이라크, 아일랜드, 이스라엘, 이탈리아, 자메이카, 일본, 요르단, 카자흐스탄, 케냐, 쿠웨이트, 라트비아, 레바논, 리비아, 리투아니아, 리히텐슈타인, 룩셈부르크, 말레이시아, 몰타, 멕시코, 모로코, 네팔, 네덜란드n, 파라과이, 파나마, 파푸아뉴기니, 페루, 필리핀, 폴란드, 포르투갈, 카타르, 루마니아, 러시아, 사우디아라비아, 세네갈, 세르비아, 싱가포르, 슬로바키아, 슬로베니아, 남아프리카공화국, 대한민국, 스리랑카, 스페인, 스웨덴, 스위스, 대만, 탄자니아, 터키, 터키미국, 우루과이, 베네수엘라, 베트남, 예멘, 짐바브웨

### iOS
알제리, 아르헨티나, 호주, 오스트리아, 아제르바이잔, 바레인, 벨라루스, 벨기에, 버뮤다, 볼리비아, 보스니아, 브라질, 불가리아, 캐나다(퀘벡 제외), 케이맨 제도, 칠레, 콜롬비아, 코스타리카, 크로아티아, 키프로스, 체코, 덴마크, 도미니카 공화국, 에콰도르, 에스토니아, 핀란드, 엘살바도르말라, 온두라스, 홍콩, 헝가리, 아이슬란드, 인도, 인도네시아, 이라크, 아일랜드, 이스라엘, 이탈리아, 자메이카, 일본, 요르단, 카자흐스탄, 케냐, 쿠웨이트, 라트비아, 레바논, 리비아, 리투아니아, 룩셈부르크, 말레이시아, 몰타, 멕시코, 몬테네그로, 모로코, 네팔, 나이지리아, 네덜란드유이나, 파라과이, 페루, 필리핀, 폴란드, 포르투갈, 카타르, 루마니아, 러시아, 사우디아라비아, 세네갈, 세르비아, 싱가포르, 슬로바키아, 슬로베니아, 남아프리카 공화국, 대한민국, 스리랑카, 스페인, 스웨덴, 스위스, 대만, 탄자니아, 태국, 튀니지, 터키, 우간다 섬테스, 베네수엘라, 베트남, 예멘 및 짐바브웨

### 웹사이트
알제리, 아메리칸사모아, 아르헨티나, 아루바, 호주, 오스트리아, 아제르바이잔, 바레인, 방글라데시, 벨라루스, 벨기에, 버뮤다, 볼리비아, 보스니아, 브라질, 불가리아, 캐나다, 케이맨 제도, 칠레, 콜롬비아, 코스타리카, 크로아티아, 키프로스, 체코, 덴마크, 도미니카, 에콰도르 폴리네시아, 독일, 그리스, 가나, 조지아, 괌, 과테말라, 온두라스, 홍콩, 헝가리, 아이슬란드, 인도, 인도네시아, 이라크, 아일랜드, 이스라엘, 이탈리아, 자메이카, 일본, 요르단, 카자흐스탄, 케냐, 쿠웨이트, 라트비아, 레바논, 리비아, 리히텐슈타인, 말레이시아, 나이지리아, 니카라과, 북마리아나 제도, 북마케도니아, 노르웨이, 오만, 파키스탄, 파나마, 파푸아뉴기니, 파라과이, 페루, 필리핀, 폴란드, 포르투갈, 카타르, 루마니아, 러시아, 산마리노, 사우디아라비아, 세네갈, 세르비아, 싱가포르, 슬로바키아, 남아프리카공화국, 남아프리카 공화국nd, 튀니지, 터키, 터키 및 카이코스 제도, 우간다, 우크라이나, 아랍에미리트, 영국, 미국, 우루과이, 미국령 버진아일랜드, 바티칸시티, 베네수엘라, 베트남, 예멘, 짐바브웨

## 같이 보기
- 유튜브